# Julia Korzuch
Julia Korzuch (ur. 27 grudnia 1995) – polska lekkoatletka specjalizująca się w biegu na 400 metrów przez płotki.
Zawodniczka MOSM Tychy (2010-2012), MKS-MOS Płomień Sosnowiec (2012-2020), AZS-AWF Katowice (od 2020). Trzykrotna medalistka mistrzostw Polski seniorek: srebrna w 2021 i brązowa w 2020 w biegu na 400 metrów przez płotki oraz srebrna 2020 w sztafecie 4 x 400 metrów. Brązowa medalistka halowych mistrzostw Polski 2021 w sztafecie mieszanej 4 x 400 metrów. Najpopularniejszy sportowiec Tychów 2020.